# 적가
적가(翟嘉, ? ~ 기원전 139년)는 전한 전기의 제후로, 개국공신 적후의 손자이다.

## 생애
고후 6년(기원전 182년), 아버지 적산의 뒤를 이어 연후(衍侯)에 봉해졌다.
연절후 44년(기원전 139년)에 죽으니 시호를 절이라 하였고, 아들 적불의가 작위를 이었다.

## 출전
- 사마천, 《사기》 권18 고조공신후자연표
- 반고, 《한서》 권16 고혜고후문공신표

| 전임 아버지 연지후 적산 | 전한의 연후 기원전 182년 ~ 기원전 139년 | 후임 아들 적불의 |